# Southfields (Metropolitano de Londres)
Southfields é uma estação do Metrô de Londres, localizada em Southfields no London Borough of Wandsworth. A estação fica na District line entre as estações East Putney e Wimbledon Park. A estação se localiza na Wimbledon Park Road, na junção com a Augustus Road e a Replingham Road. Ela fica na Zona 3 do Travelcard.
Southfields é a estação mais conveniente para chegar ao All England Lawn Tennis and Croquet Club, local do Wimbledon Tennis Championships; a estação Wimbledon Park fica um pouco mais perto em linha reta, mas requer uma caminhada mais longa.

## História
A estação foi inaugurada pela District Railway (DR, atual District line) em 3 de junho de 1889.